# Unrest (Dokumentarfilm)
Unrest ist ein US-amerikanischer Dokumentarfilm von Jennifer Brea. Der Film erzählt die Geschichte von Jennifer Brea, die kurz vor ihrer Hochzeit an myalgischer Enzephalomyelitis/chronischem Fatigue-Syndrom (ME/CFS) erkrankt. Anfangs wird ihre Erkrankung von den Ärzten nicht ernst genommen und als psychische Erkrankung abgetan. Erst viel später erfährt sie die eigentliche Diagnose. Über Internet lernt Brea Menschen aus aller Welt kennen, die ebenfalls an ME/CFS erkrankt sind. Auch deren Erfahrungen fließen in den Film mit ein.

## Handlung
Jennifer Brea ist eine Harvard-Doktorandin, die kurz davor steht, die Liebe ihres Lebens zu heiraten, als sie sich plötzlich eine Virusinfektion einfängt und Fieber bekommt. Die Virusinfektion geht vorüber, doch die Erschöpfung bleibt. Sie fühlt sich zunehmend kranker und kann schließlich nicht einmal mehr im Rollstuhl sitzen. Die Ärzte erzählen ihr, dass ihre Erkrankung nur in ihrem Kopf existiere. Doch Brea möchte das nicht so hinnehmen und sucht online nach Antworten. Dort findet sie eine verborgene Welt von Millionen von Menschen, die ihr Leben in ihren Häusern und Schlafzimmern verbringen. Aufgrund der Erkrankung ME/CFS sind sie oft körperlich nicht in der Lage ihre Schlafzimmer und Häuser zu verlassen. Sie fühlen sich durch ihre Erkrankung eingesperrt.
„Unrest“ erzählt die Geschichte von Jennifer Brea und ihrem Ehemann Omar Wasow, die sich als Frischvermählte damit auseinandersetzen, wie sie ihr Leben, angesichts Breas Erkrankung verbringen sollen. Auf der Suche nach Antworten und zunächst bettlägerig begibt sich Jennifer auf eine virtuelle Reise um die Welt und trifft vier außergewöhnliche ME/CFS-Patienten in den USA, Großbritannien und Dänemark. Über Skype und Facebook unterhalten sie sich miteinander in ihren Schlafzimmern. Die ME/CFS-Patienten helfen Brea einen Sinn in einem Leben zu finden, in dem sich alles ändert.
Unrest ist eine Geschichte aus der Ich-Perspektive über Resilienz trotz lebensverändernder Verluste. Der Film beschreibt, wie Menschen mit Krankheiten behandelt werden, die von der Allgemeinheit noch nicht verstanden werden, wie die Konfrontation mit der Zerbrechlichkeit des Lebens dessen Wert erkennen lässt und wie wichtig es für Menschen ist Verbindung miteinander einzugehen.

## Produktion
Die Produktion von Unrest begann im Frühjahr 2012. Da Breas Erkrankung von Ärzten oft nicht ernst genommen wurde, griff sie zur Kamera, um ihre Symptome zu filmen.
Brea nutzte einen Skype-Teleprompter, um Interviews zu führen. Nach und nach baute sie ein globales Team auf. Über vier Jahre hinweg wurde der Film gedreht. Brea war während eines Großteils der Filmproduktion bettlägerig, führte Interviews über Skype und führte aus der Ferne Regie mit Produzenten und Crews auf der ganzen Welt. Der Film ist eine Kombination aus einem professionell gedrehtem Dokumentarfilm, selbst gedrehten iPhone-Videos und via Skype geführten Interviews.

## Veröffentlichung
Der Film wurde am 20. Januar beim Sundance Film Festival 2017 uraufgeführt. Außerdem wurde er auf dem SXSW Film Festival (März 2017), dem Melbourne International Film Festival (August 2017); dem New Zealand International Film Festival (August 2017); dem Sheffield Doc Fest; dem Copenhagen International Documentary Film Festival; und dem Hot Docs Canadian International Documentary Festival gezeigt. Im Herbst 2017 lief der Film in den USA und Großbritannien im Kino.
Der Film wurde im Januar 2018 in den Vereinigten Staaten als Teil der Independent Lens-Fernsehserie im Public Broadcasting Service ausgestrahlt. Seit dem 15. Januar 2018 ist er auch mit deutschen Untertiteln auf Netflix verfügbar.

## Kritik
Der Film kam gut bei Kritikern an. Die Los Angeles Times lobt, dass der Film zur Sensibilisierung gegenüber ME/CFS beiträgt. Er erforsche den Sinn des Lebens im Kampf gegen eine lähmende, chronische Krankheit. Er sei bemerkenswert intim und rufe zum Handeln auf.
Unrest war in der engeren Auswahl für den Oscar für den besten Dokumentarfilm, war aber keine der letzten fünf Nominierungen.

## Auszeichnungen
- 2017 Sundance Film Festival U.S. Documentary Special Jury Award For Editing[23]
- 2017 Sheffield Doc/Fest Illuminate Award[24]